# Kirche Iven

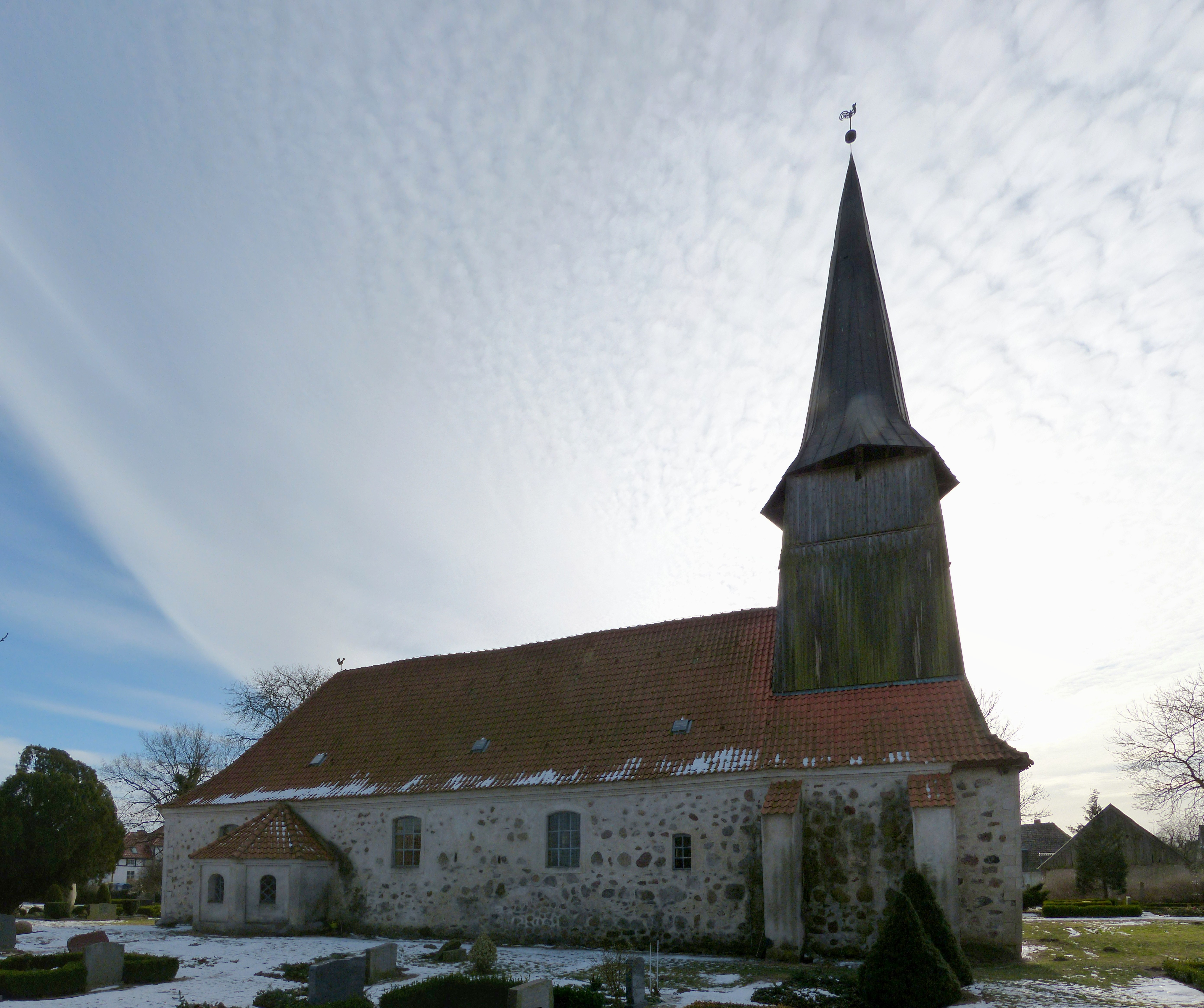
Kirche Iven

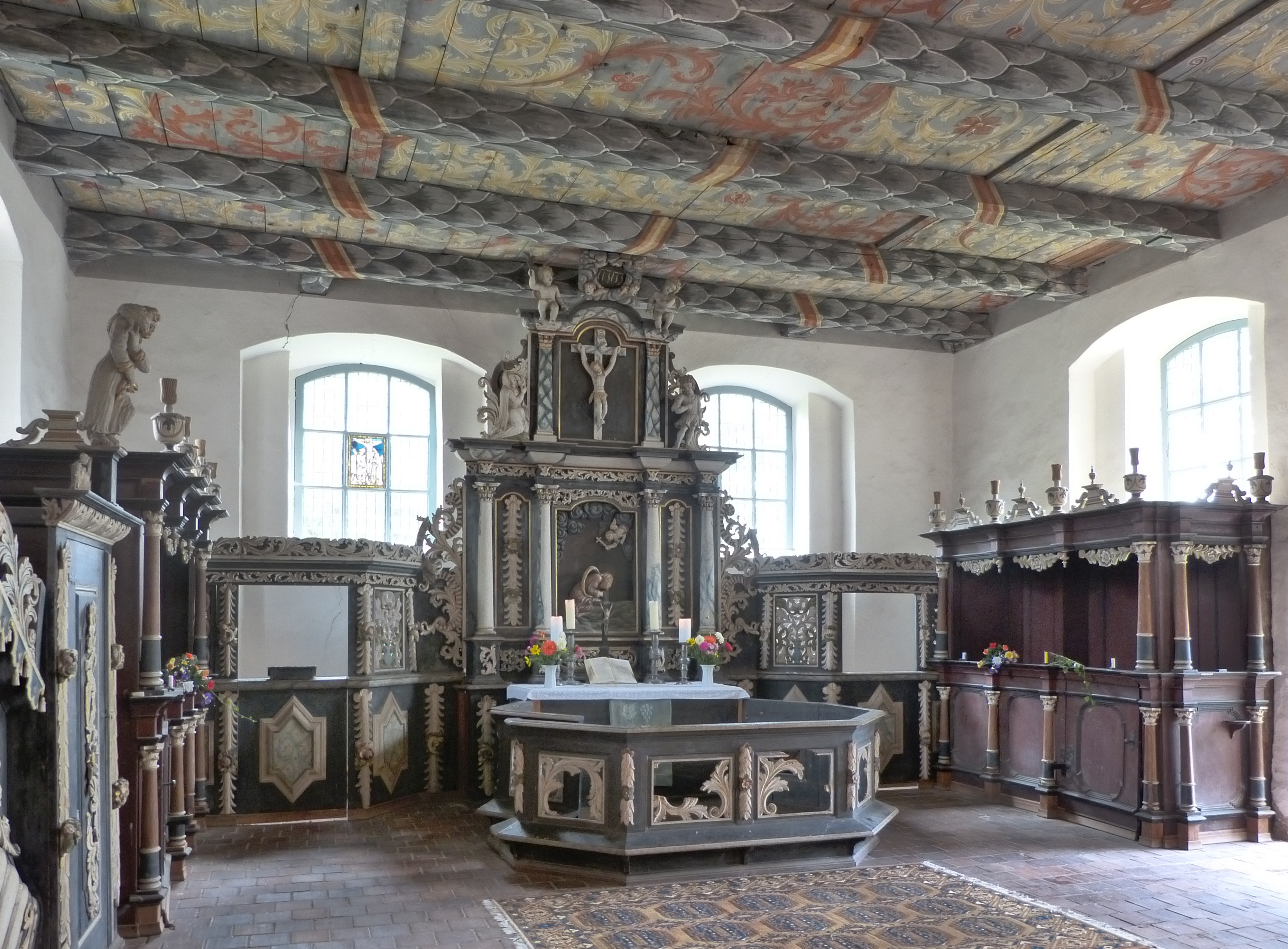
Altar und Chorgestühl

Die Kirche Iven ist ein spätmittelalterliches Kirchengebäude in Iven in Vorpommern.
Der langgestreckte, rechteckige, ziegelgedeckte Bau wurde im 17. Jahrhundert auf den Mauerresten des zerstörten Vorgängerbaus aus Feldsteinen errichtet. Über den westlichen Giebel ragt ein verbretterter Kirchturm mit hohem Helm.
Der Innenraum weist eine ornamental bemalte Balkendecke aus dem 18. Jahrhundert auf. Zur Ausstattung gehören hölzerne, barocke Emporeneinbauten aus dem 17. Jahrhundert, ein zweigeschossiger Altaraufbau aus der Mitte des 18. Jahrhunderts mit einer Gethsemane-Darstellung im Mittelteil, eine geschnitzte Kanzel, die von einem Engel gestützt wird, und eine steinerne Inschriftentafel für den 1738 gestorbenen Felix Friedrich von Flemming. Die Orgel wurde von Friedrich Albert Mehmel gefertigt; bei einer Sanierung 1989/1990 wurde sie verändert.
Die einzige Glocke der Kirche stammt aus dem Mittelalter.
Die evangelische Kirchengemeinde gehört seit 2012 zur Propstei Pasewalk im Pommerschen Evangelischen Kirchenkreis der Evangelisch-Lutherischen Kirche in Norddeutschland. Vorher gehörte sie zum Kirchenkreis Greifswald der Pommerschen Evangelischen Kirche.